# A-lijn

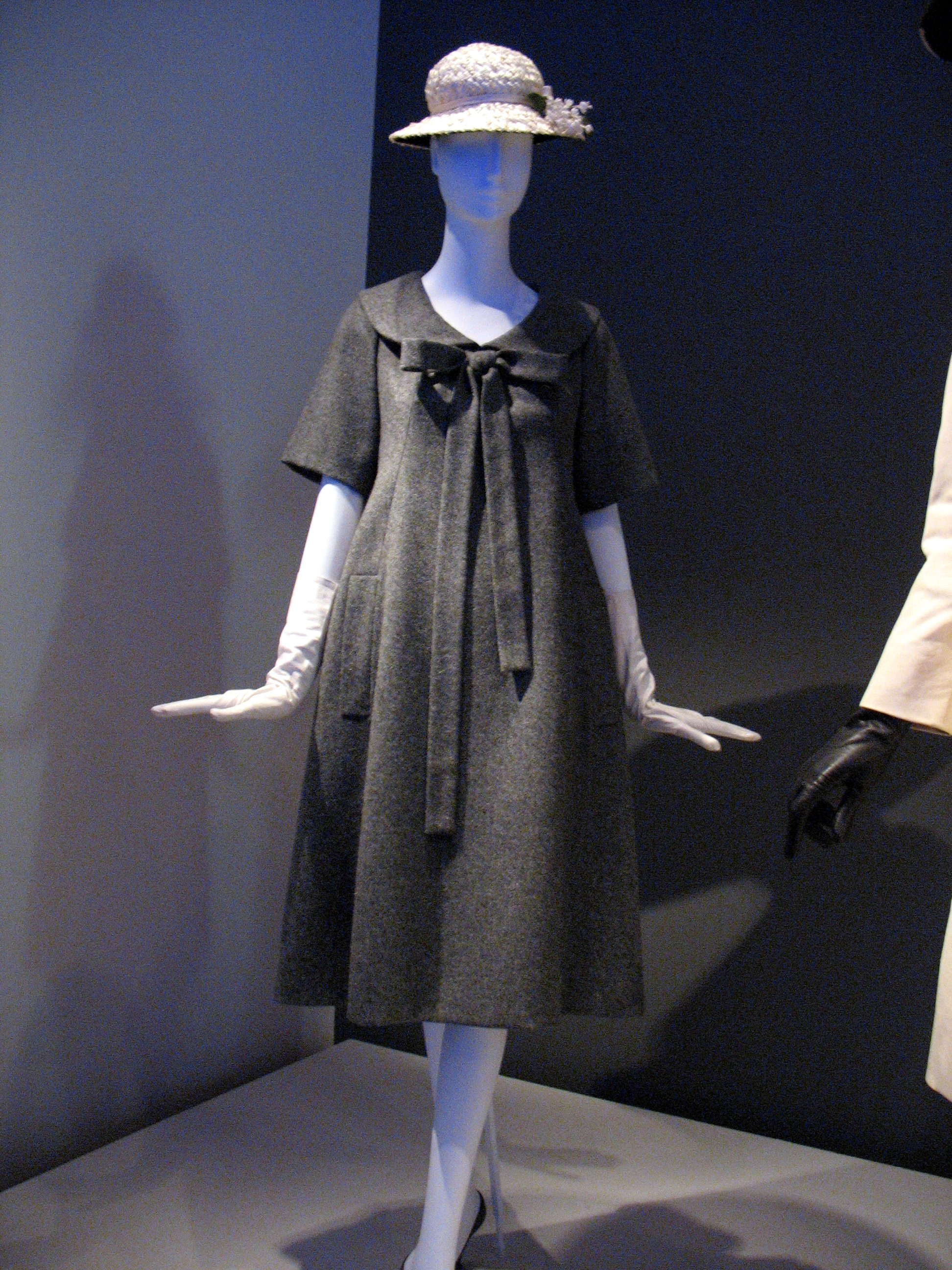
Jurk in A-lijn, 1958, Yves Saint Laurent voor modehuis Dior.

Met een A-lijn wordt bedoeld dat een kledingstuk de vorm van een hoofdletter A heeft. Dat houdt in dat het kledingstuk, zoals een jas, jurk of rok maar ook een tas, bovenaan smal is, en naar onderen toe wijd uitloopt.
De term A-lijn werd voor het eerst gebruikt door de Franse couture-ontwerper Christian Dior als benaming van zijn collectie voor het voorjaar van 1955. Bij hem was een jurk in A-lijn nog aansluitend van schouders tot heupen, waarna de rok uitwaaierde. Diors opvolger, Yves Saint Laurent, werkte het idee van de A-lijn verder uit met zijn Trapeze-lijn (voorjaar 1958), met jurken die meteen vanaf de schouderlijn wijd uitliepen.
Kleding met een A-lijn bleef populair tot in de jaren 60 en 70 maar verdween begin jaren 80 bijna volledig uit het modebeeld. Eind jaren 90 werd dit model nieuw leven ingeblazen door de belangstelling voor retro-mode. Sindsdien blijft het model met enige regelmaat terugkeren in het modebeeld. Soms wordt een lichte taillering toegevoegd, maar met behoud van de vorm van de A.

Kleding in A-lijnmodel is populair omdat het de taille niet benadrukt, waardoor het een flatterend effect heeft. Bovendien draagt het comfortabel doordat het nergens knelt. Wijde jurken in een A-lijnmodel worden daarom soms denigrerend 'tentjurken' genoemd.

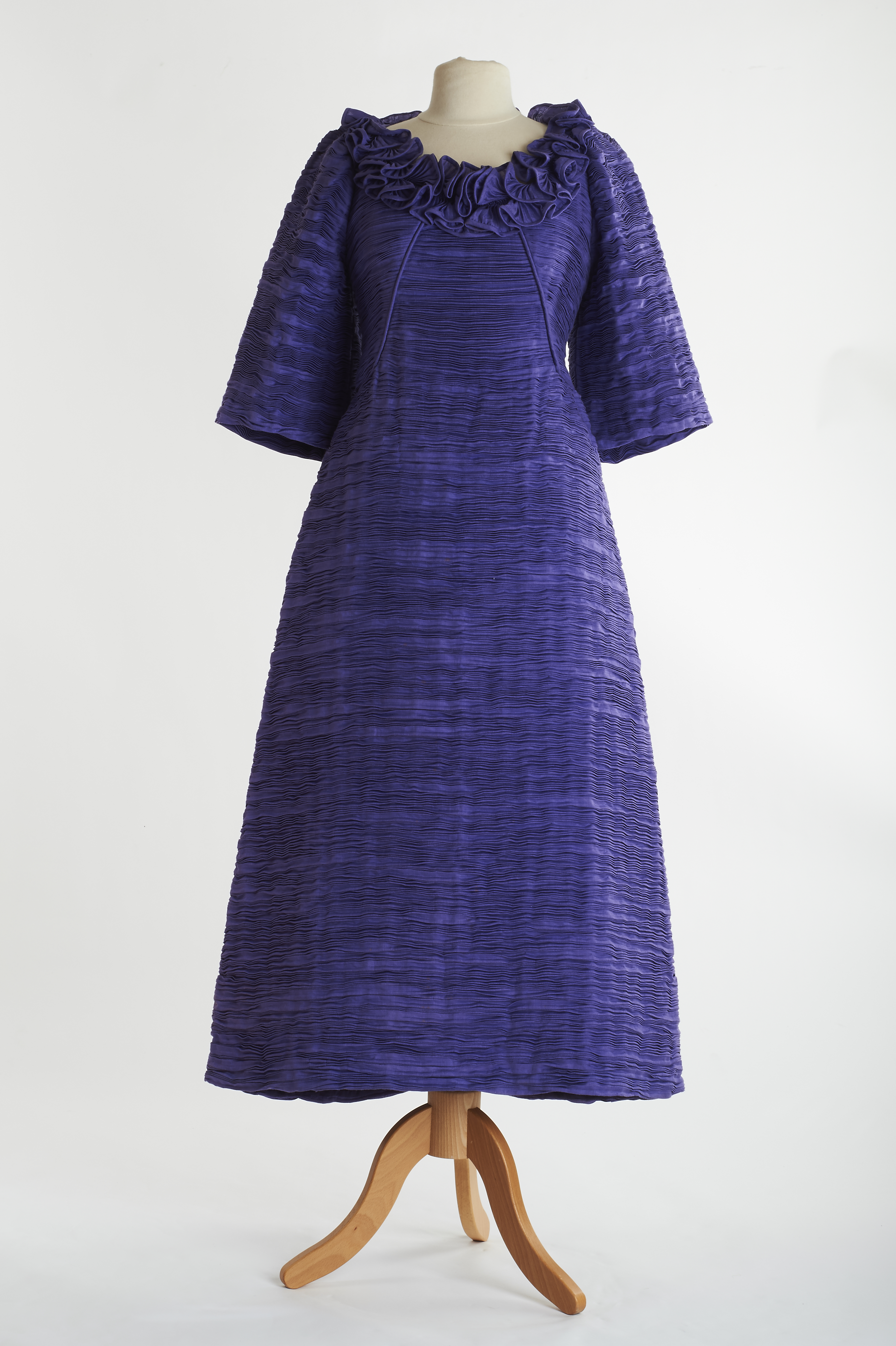
Avondjurk in A-lijn van Sybil Connolly
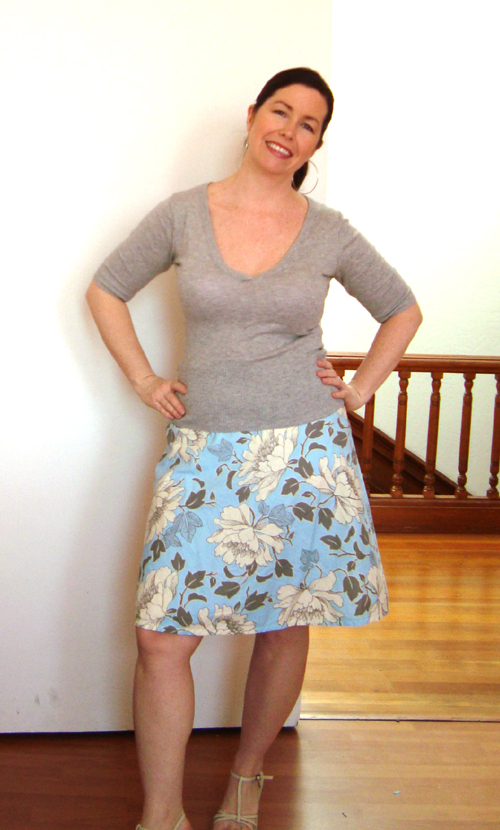
Rok in A-lijn
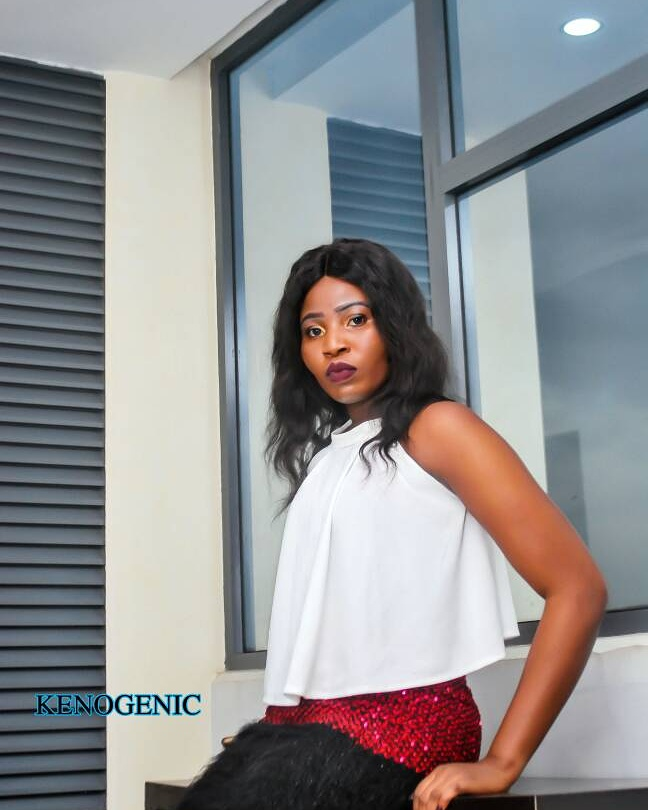
Top in A-lijn
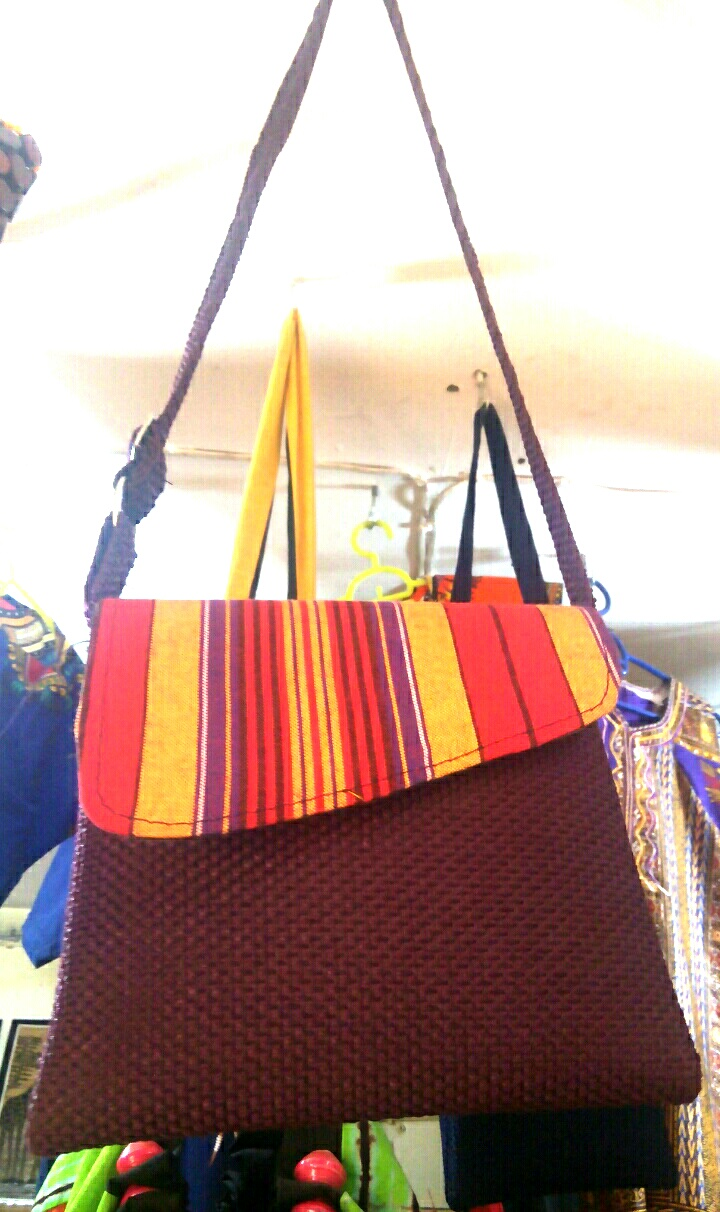
Schoudertas in A-lijn